# Guidisme

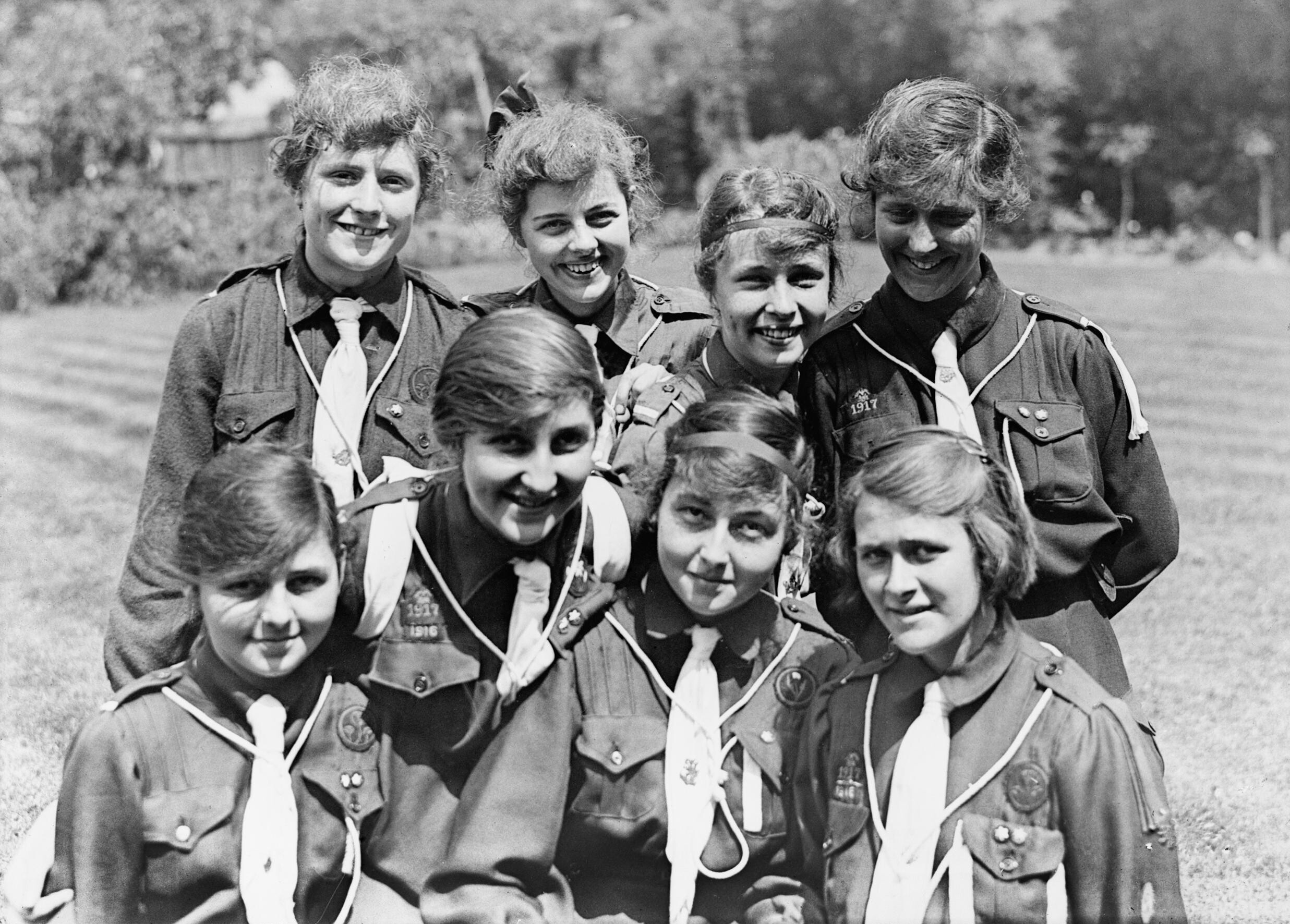
Une patrouille de guides en 1918.

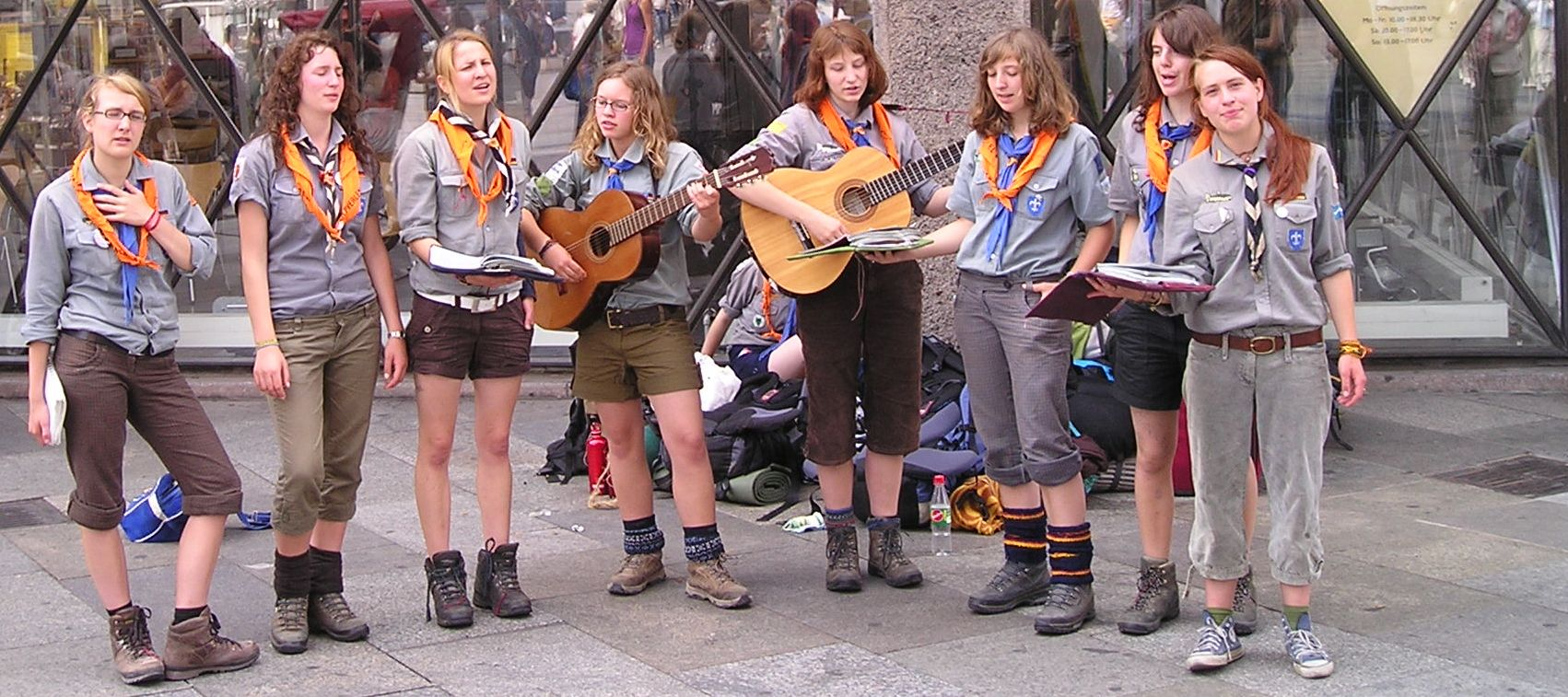
Des guides allemandes en 2007.

Le guidisme est l'équivalent du scoutisme pour les filles et les jeunes femmes, appelées guides (en anglais, girl-guides) ou éclaireuses (en anglais girl scouts). Robert Baden-Powell, fondateur du scoutisme, se fit assister de sa sœur Agnès puis de sa femme Olave, pour créer ce mouvement. Le guidisme est organisé au niveau mondial par l'Association mondiale des guides et des éclaireuses (AMGE).

## Histoire
Le mouvement du guidisme (en anglais, girl-guides) est fondé par Robert et Agnès Baden-Powell en 1910, deux ans après celui du scoutisme.
En Europe, les mouvements de scoutisme et de guidisme se sont progressivement rapprochés et plusieurs associations nationales appartiennent aujourd'hui aux deux organisations mondiales, à l'image du Scoutisme français.

## Pédagogie
Le guidisme dispose d'une pédagogie spécifique quoique proche de celles des scouts, s'appuyant sur l'apprentissage progressif de la responsabilité individuelle par la vie en équipe et la vie dans la nature. Il met particulièrement l'accent sur la promotion de la condition féminine. 
En 2018, la plupart des associations membres du Scoutisme français mettent en œuvre une pédagogie identique pour les filles et les garçons, voire mettent en œuvre des actions spécifiques concernant les stéréotypes de genre.